# Lasiosphaeria punctata
Lasiosphaeria punctata är en svampart som beskrevs av Munk 1957. Lasiosphaeria punctata ingår i släktet Lasiosphaeria och familjen Lasiosphaeriaceae.  Arten är reproducerande i Sverige. Inga underarter finns listade i Catalogue of Life.